# C&G
C&G는 1990년대에 활동한 대한민국의 5인조 혼성 그룹이었다. N.O.X라는 이름으로 데뷔했으나 도중에 C&G로 그룹명이 바뀌었다.

## 음반
- Blue Story (1998)
- One Nine Nine Nine (1999)